# Яковлев, Семён Васильевич
Семён Васильевич Яковлев (ум. 1568/1569) — окольничий с 1556/1557 года, боярин с 1558/1559 года, воевода, старший сын окольничего и воеводы Василия Яковлевича Захарьина (ум. 1528). Троюродный брат царицы Анастасии Романовны Захарьиной, первой супруги Ивана Васильевича Грозного.

## Биография
В июле 1547 года Семён Васильевич Яковлев — второй рында при царской особе во время похода в Коломну. В ноябре того же 1547 года присутствовал на свадьбе удельного князя Юрия Васильевича Углицкого (младшего брата царя Ивана Грозного) с княжной Уильяной Дмитриевной Палецкой.
В конце 1549 — начале 1550 года Семён Васильевич Яковлев — второй рында во время первого похода царя Ивана Грозного на Казанское ханство. В 1551 году — первый воевода в Карачеве.
В 1556/1557 году Семён Яковлев был пожалован в окольничие, а в 1558/1559 году получил боярский сан.
В июле 1557 года С. В. Яковлев был упомянут среди окольничих, сопровождавших царя Ивана Грозного во время похода в Коломну против крымских татар.
Летом 1558 года Семён Васильевич Яковлев — второй воевода большого полка в Калуге, где защищал южнорусские рубежи от ожидавшегося нападения крымских татар.
В 1559 году боярин С. В. Яковлев был отправлен «по крымским вестям» с большим полком вторым воеводой из Бронниц за Дедилов, на реку Шиворону.
Зимой 1562/1563 года упоминается в свите царя Ивана Грозного среди прочих бояр во время похода русской армии на Полоцк.
В 1563 году Семён Васильевич Яковлев — второй воевода в Дорогобуже при служилом татарском царевиче Кайбуле. В июне 1564 года — воевода в Дорогобуже, откуда водил большой полк «ис Полотцка в посылке… на Лукомль и к городку к Елману». Осенью того же года стоял в Полоцке третьим воеводой.
В июле 1565 года С. В. Яковлев был послан на воеводство в Каширу. В начале октября 1566 года в «Поле» сторожами было замечено угрожающее передвижение крымских татар, которые, переправившись через Северный Донец в районе Изюм-Кургана и Саввина-Перевоза, двинулись к южным рубежам Русского государства. Иван Грозный отправил полки на р. Оку: в Серпухов, Коломну, Каширу и Калугу. Семён Васильевич Яковлев был вторым воеводой в Кашире.
С апреля 1568 года боярин С. В. Яковлев командовал сторожевым полком в Серпухове. В 1569 году был заподозрен царём Иваном Грозным в измене: в новгородском судном списке значилось, что изменники-новгородцы «ссылались к Москве … с печатником с Ываном Михайловым Висковатого и с Семёном Васильевым сыном Яковля…». По приказу Ивана Грозного опричники умертвили боярина Семёна Яковлева вместе с малолетним сыном Никитой.

## Семья
Семён Васильевич Яковлев был женат на некой Варваре, происхождение которой неизвестно. Дети: Никита (ум. 1569) и Агриппина (ум. 1570).